# Вела Благоева
Виктория (Вела) Атанасова Живкова по мъж Благоева е българска писателка, публицистка и учителка, основателка на женското социалистическо движение в България.

## Биография
Родена е през 1859 година в Търново. Сестра е на стамболовисткия политик Георги Живков и на просветния деец Никола Живков. Преди 1878 година учи в Търново, Габрово и Русе. По време на османската власт работи като учителка във Варна, Берковица и Цариград. След Руско-турската война завършва педагогическо училище в Санкт Петербург (1878 – 1881), както и престижните в Русия висши Бестужевски курсове (1882 – 1884). Преподава в Одрин, но Българската екзархия, оценявайки качествата ѝ, я мести в Битоля. Проф. Константин Иречек я назначава в Битоля по нейна молба и я нарича: „тази фантастична госпожица Живкова“. На 15 февруари 1882 година пристига в Битоля, назначена като директорка на българското девическо училище в града. В Битоля Живкова развива широка дейност – две седмици след уреждането на девическото училище тя открива и неделно училище, посещавано от 20 – 25 жени, като възнамерява да превърне това училище и в женско дружество. Живкова предлага на Екзархията да се възстановят предвоенните учителски събори. Пише спомени за писателя Иван Тургенев. Сред нейните преподаватели са били Дмитрий Менделеев и световният композитор Ал. Бородин.
Деца: Стела Благоева, Наталия Благоева и двама сина – Димитър и Владимир. Учителства от 14-годишна възраст. Мечтае да следва медицина. През 1877 г. при 50-и военен хоспитал на руските войски край гр. Свищов е самарянка, доброволка. По времето на боевете край Сливница (1885 г.) отново е доброволка – милосърдна сестра. По-късно е учителка в Тулча, Шумен, Търново, Пловдив. Преследвана и многократно уволнявана заради убежденията си. През 1885 година участва в издаването на списание „Съвременний показател“ заедно със социалиста Димитър Благоев, с когото се сближава, и за когото по-късно се омъжва. Работи като редактор на списанията „Женски труд“ и „Дело“ – и двете със социалистическа насоченост.
Пише литературни произведения:
- „Методика на българския език за народните елементарни и трикласни училища“ (1892);
- „Царица Теодора. Скица из българския живот от XIV век“ (1894) – повест. Реално това е първата повест, написана от жена в нашата литература;
- „Процес“ (1898) – е първият роман, написан от жена в българската литература;
- „След бурята“ (1904);
- „Подарък за децата“ (1902);
- „Две повести из народния живот на българите“ (1904).

Педагогическият труд „Методика на българския език за народните елементарни и трикласни училища“ е реално първата методика, свързана с изучаването и преподаването на родния ни език в средното училище, създадена от жена. Пише ръководство за работа в детските градини. През 1902 г. издава сборниче с приказки за деца „Подарък за децата“ (8 приказки, наредила В. Б.), което вероятно е първото, съставено от жена в историята на нашата литература. Създава и поезия.
В архива ѝ, съхраняван в ДАА под номерация: 197 Б, оп. 1 се съдържат:
- петнадесетина приказки в ръкопис, някои записани на диалект;
- пиеси („Пристанала“, „Щастие“);
- повести („Байновци“, „Болшевик“, „Завръщане“);
- разкази („Сурвачки“, „На Гюла“);
- стихове в проза („Есенни листи“, „Той и тя“);
- писмо до Петър Габе относно стихотворението на дъщеря му Дора Г. „Пролет“, публикувано в сп. „Дело“, кн. 3;
- статии, свързани с възпитанието на детето, с ролята на майката; еманципацията на жената.

Този архив е много слабо проучен. Ако се разгледа задълбочено и щателно, Вела Благоева ще се очертае като една от пионерите в нашата литература, създадена от жени.

## Памет
На Вела Благоева е именувано Средно училище „Вела Благоева“ в родния ѝ град Велико Търново. Това е единственото училище в България, носещо нейното име. Също във Велико Търново има и неин бюст паметник.

## За нея
- Богданова, Елена (1969) Вела Благоева. Биографичен очерк, София.
- Речник на българската литература. Том 1 А – Д, София: БАН, 1976 г. (стр. 101 – 102)
- Българки (1982) – съставител: Нина Андонова, предговор: Ефрем Карамфилов, София (Снежина Кралева: „Всеотдаване на идеала“ – стр. 118 – 136)
- Ангелова-Дамянова, София (2004) Женският глас на историята. Българският исторически роман и жените авторки, Бургас: Либра Скорп.
- Макдермот, Мерсия (2018) Ален мак самотен. Биография на Димитър Благоев, София: ИК „Синева“.
- Кирова, Милена (2020) Българска литература от Освобождението до Първата световна война. Част 3, ИК „Колибри“ (стр. 244 – 255)
- Михайлов, Петър (2022) 130 години от написването на първото ръководство по методика на българския език – в сп. „Български език и литература“, кн. 3., 2022 г.: https://azbuki.bg/uncategorized/130-godini-ot-napisvaneto-na-parvoto-rakovodstvo-po-metodika-na-balgarskiya-ezik/
- Петър Михайлов (2022) 120 години от появата на сборника с приказки „Подарък за децата“ от Вела Благоева – доклад, представен на Националната научна конференция „Пътят на българската литература за деца и юноши“, състояла се на 30. 06. 2022 г., организирана от Института за литература (БАН).